# کبوترخانه یوجان
کبوتر خانه یوجان مربوط به دوره پهلوی اول است و در شهرستان خمین، بخش مرکزی، دهسان صالحان، روستای یوجان واقع شده و این اثر در تاریخ ۲۸ اسفند ۱۳۸۵ با شمارهٔ ثبت ۱۸۹۲۴ به‌عنوان یکی از آثار ملی ایران به ثبت رسیده است.